# Pleurocryptella formosa
Pleurocryptella formosa är en kräftdjursart som först beskrevs av Giard och Bonnier1888.  Pleurocryptella formosa ingår i släktet Pleurocryptella och familjen Bopyridae. Inga underarter finns listade i Catalogue of Life.